# Городецький автограф
Городецький автограф — всеукраїнське літературне свято, яке проводять лауреати Національної премії України імені Тараса Шевченка в галузі художньої літератури раз на два роки у селі Городець Володимирецького району Рівненської області.
Програма передбачає презентацію під час літературознавчої сесії нових поетичних та прозових творів лауреатів; меморіалізацію пам'яті видатних діячів літератури, доля яких пов'язана із Городцем та загалом з історичною Волинню; садіння дерев на Алеї письменників України; розширення фондів місцевих бібліотеки і Поліського літературного музею. Автором цього проекту, започаткованого у 2001 році, є письменник, заслужений журналіст України Віктор Мазаний, який народився у Городці.
Учасниками свята були лауреати Національної премії України імені Тараса Шевченка В'ячеслав Медвідь, Олексій Дмитренко, Степан Сапеляк, Михайло Слабошпицький, Петро Перебийніс, Анатолій Кичинський, інші українські письменники.
Під час «Городецького автографа» встановлено меморіальні дошки класику світової літератури Юзеф-Ігнацію Крашевському, який жив і творив у Городці в 40—50-х роках 19 століття; уродженцю села, поету, драматургу, театральному режисеру Авеніру Коломийцю (на його честь також названо головну вулицю села); поетесі, в'язню сталінських концтаборів Галині Гордасевич, прозаїку, публіцисту Олексію Дмитренку, поету, в'язню радянських концтаборів Степану Сапеляку.